# Ctenoloculina
Ctenoloculina is een geslacht van uitgestorven kreeftachtigen uit de klasse van de Ostracoda (mosselkreeftjes).

## Soorten
- Ctenoloculina acanthina Kesling, 1953 †
- Ctenoloculina acanthophora Swartz & Oriel, 1948 †
- Ctenoloculina acrolobata Kesling & Chilman, 1978 †
- Ctenoloculina amblycentrota Kesling & Chilman, 1978 †
- Ctenoloculina apletolobata Kesling & Chilman, 1978 †
- Ctenoloculina araea Kesling & Chilman, 1978 †
- Ctenoloculina beckeri Adamczak, 1968 †
- Ctenoloculina boucekiana Pribyl, 1988 †
- Ctenoloculina cicatricosa (Warthin, 1934) Bassler, 1941 †
- Ctenoloculina cristata Bassler, 1941 †
- Ctenoloculina didyma Kesling & Chilman, 1978 †
- Ctenoloculina disjuncta Zagora (K.), 1968 †
- Ctenoloculina ectenolobata Kesling & Chilman, 1978 †
- Ctenoloculina elongata Stewart, 1950 †
- Ctenoloculina eurybathrota Kesling, 1952 †
- Ctenoloculina exocha Kesling & Peterson, 1958 †
- Ctenoloculina guangxiensis Zhang (K.), 1982 †
- Ctenoloculina kellettae Pokorny, 1951 †
- Ctenoloculina latisulcata Adamczak, 1968 †
- Ctenoloculina longivelum Zagora (K.), 1968 †
- Ctenoloculina myurilobota Kesling, 1952 †
- Ctenoloculina platyca Kesling & Peterson, 1958 †
- Ctenoloculina platyzanclota Kesling, 1953 †
- Ctenoloculina punctocarinata Swartz & Swain, 1941 †
- Ctenoloculina quadriloculi Blumenstengel, 1969 †
- Ctenoloculina rhadina Kesling & Chilman, 1978 †
- Ctenoloculina scalae Adamczak, 1968 †
- Ctenoloculina skalyensis Adamczak, 1968 †
- Ctenoloculina snajdri Pribyl, 1955 †
- Ctenoloculina thliberilobota Kesling, 1953 †
- Ctenoloculina vulgaris Adamczak, 1968 †
- Ctenoloculina widderensis Kesling & Chilman, 1978 †